# Gerhard Seyfried

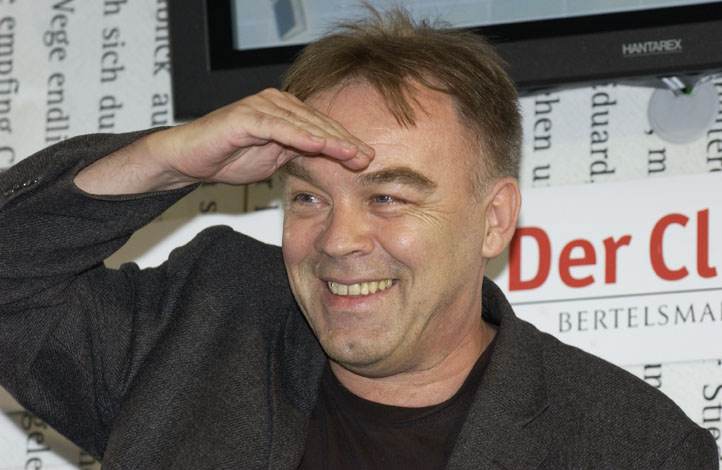
Gerhard Seyfried in 2004

Gerhard Seyfried is een Duitse striptekenaar, schrijver en Karikatuurtekenaar. Voor de val van de muur tekende hij undergroundstrips waarvan een aantal zich zich afspeelden in West-Berlijn en waarin hij de kraakbeweging, het anarchisme en de milieubeweging op de hak nam. Zijn strips zijn getekend volgens de regels van de klare lijn.
In 1990 won hij de Max-und-Moritz-Preis. Sinds 2000 richt hij zich op het schrijven van historische romans waarvan de meeste zich in de jaren voor de Eerste Wereldoorlog afspelen.